# Manar Fayyad
Manar Khaled Fayyad o Al Fayyad  (en árabe: منار خالد فياض‎) es una química jordana y ex presidenta de la Universidad Germano-Jordana.

## Trayectoria
Tiene una Licenciatura en Ciencias, (1972), Máster (1974) en química por la Universidad de Jordania y un Doctorado (1978) en química de la Universidad de Bonn, que consiguió con su tesis doctoral titulada Schwefel-Stickstoff- und Phosphor-Verbindungen als Liganden in Übergangsmetallkomplexen (Compuestos de azufre, nitrógeno y fósforo como ligandos en complejos de metales de transición).
Su especialización es en la gestión del agua y el medio ambiente,  y ha estado involucrada en proyectos nacionales e internacionales financiados por organismos como el Programa de las Naciones Unidas para el Desarrollo, la Agencia de los Estados Unidos para el Desarrollo Internacional, la Agencia Sueca de Cooperación Internacional para el Desarrollo, la Unión Europea y el gobierno alemán. 
Fue profesora de química analítica e inorgánica en la Universidad de Jordania de 1978 a 2013, y directora de su Centro de Estudios e Investigación sobre el Agua y el Medio Ambiente de 1999 a 2007 (directora adjunta 1992-1999). Luego se convirtió en vicepresidenta de la Universidad Germano-Jordana de 2013 a 2017 y fue nombrada presidenta de 2017 a 2021.